# Fritz Gripe
Fritz Thorman Gripe, född 14 september 1885 i Malmö S:t Pauli församling, död 4 augusti 1955 i Oscars församling, Stockholm, var en svensk arkitekt.
Gripe, som var son till tullförvaltare Johan Fredrik Mårtensson och Anna Margaretha Möller, avlade mogenhetsexamen i Karlskrona 1904 och utexaminerades från Kungliga Tekniska högskolan i Stockholm 1908. Han anställdes hos arkitekt Torben Grut i Stockholm samma år och därefter hos professor Ivar Tengbom. Han blev tjänstgörande arkitekt utom stat vid Byggnadsstyrelsen 1922, intendent vid dess stadsplanebyrå 1931, byrådirektör där 1939 och pensionerades från denna befattning 1950. Tillsammans med brodern Ivar Gripe tilldelades han 1915 tredje pris i en arkitekttävling angående hovrättsbyggnaden i Malmö.
Gripe gravsattes på Norra begravningsplatsen utanför Stockholm.